# 食器棚

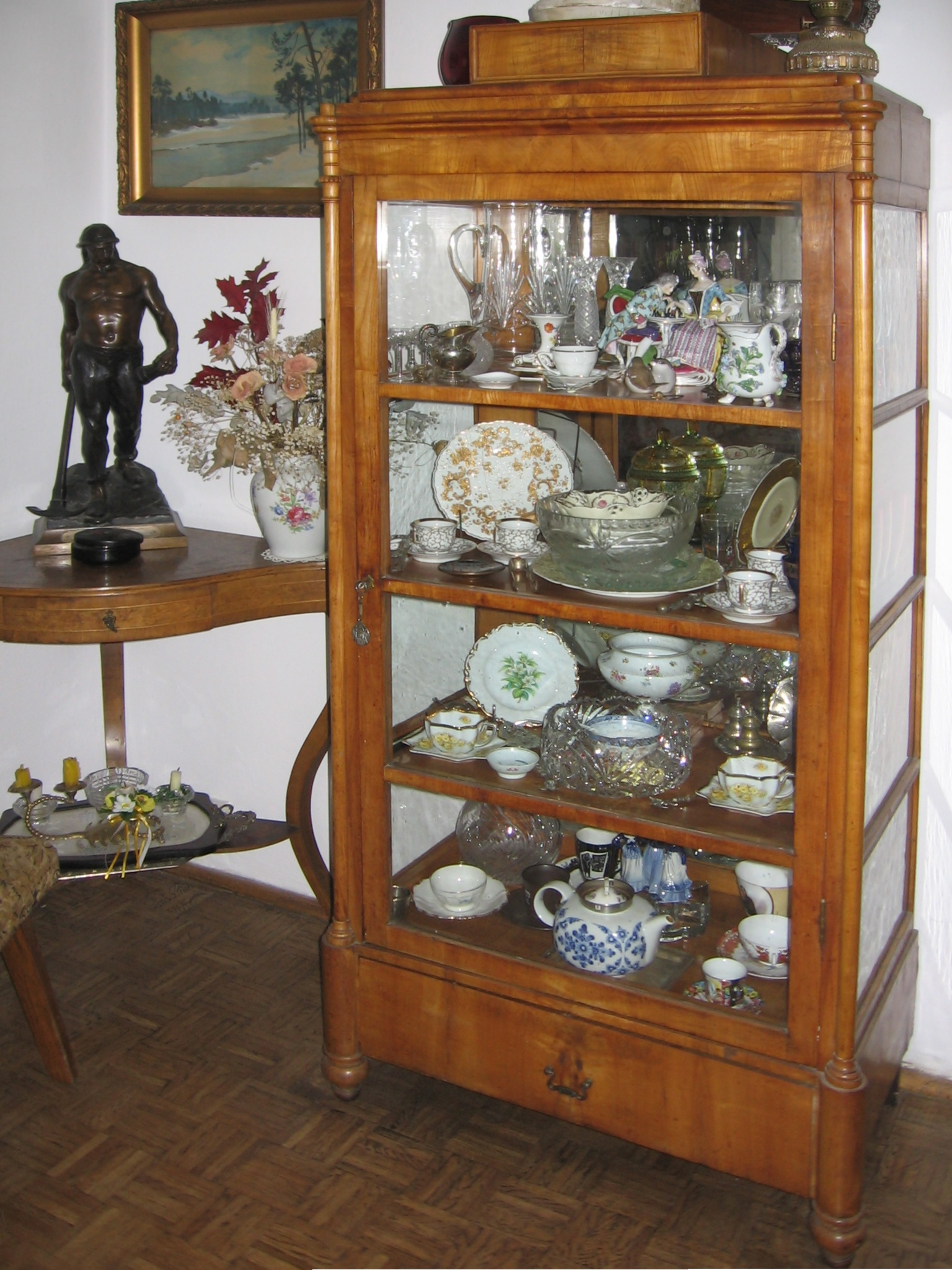
一般的な食器棚

食器棚（しょっきだな）は、食器を収納するための棚である。「水屋箪笥」、または略して「水屋」と呼ばれることもある。水屋とは元々「水を扱う場所（≒台所）」の意である。
木製や合板製、プラスチック製の食器棚がある。アメリカ風やヨーロッパ風、アジア風などの種類もある。
以前はカップや茶碗を入れるただの棚だったが、近代になるとドアが付くようになった。今では家庭に必要な家具として使われている。地震発生時には食器棚が大きな音をたて、巨大地震が発生した場合は倒れることもある。震度4で食器同士が音を立て、5強で棚の中のものが落ちるとされている（震度参照）。
欧米で使用されているのは「カップボード」（英語の発音に近くカバードと記されることもある）。

## 鼠入らず
鼠入らず（ねずみいらず）は、日本の木製の食器用の戸棚である。また、多くは食品の収納庫としても用いられ、中に収納された食品を鼠害から守るためにネズミが中に侵入することができないように作られている。現在では冷蔵庫にその役割を譲っている
多くの場合は、台所に置かれる。
大きさはさまざまであるが、幅2尺5寸ほど（77cmほど）ないし4尺ほど（121cmほど）、奥行1尺3寸ほど(40cmほど)、高さ4尺ほどのものを、上下に2つ重ねて用いられることが多い。
収納のために、ひきだしや引き違い戸（ガラスがはめられることが多い）が配置される。多くの場合は、下の2段にはひきだし、上には引き違いの板戸、中央の右にはけんどん、その下に小ひきだし、中央左に腰付きの組子の引き違い戸である。組子の内側には寒冷紗（かんれいしゃ）が張られ、これが冬には板戸に変えられる。のちに組子の内側には夏冬ともにガラスがはめ込まれる。
構造としては見掛け框組で、材料は前面はケヤキ、他の面はスギの四分板が多く、仕上げは高級品では漆塗り（ケヤキの摺漆塗、モミの春慶塗など）のものもあるが、一般的には着色蝋磨き仕上げである。